# Râul Săgagea
Râul Săgacea este un curs de apă, afluent al râului Poșaga. 

## Hărți
- Harta Munții Apuseni
- Harta Județul Alba